# Maffei-Kapelle

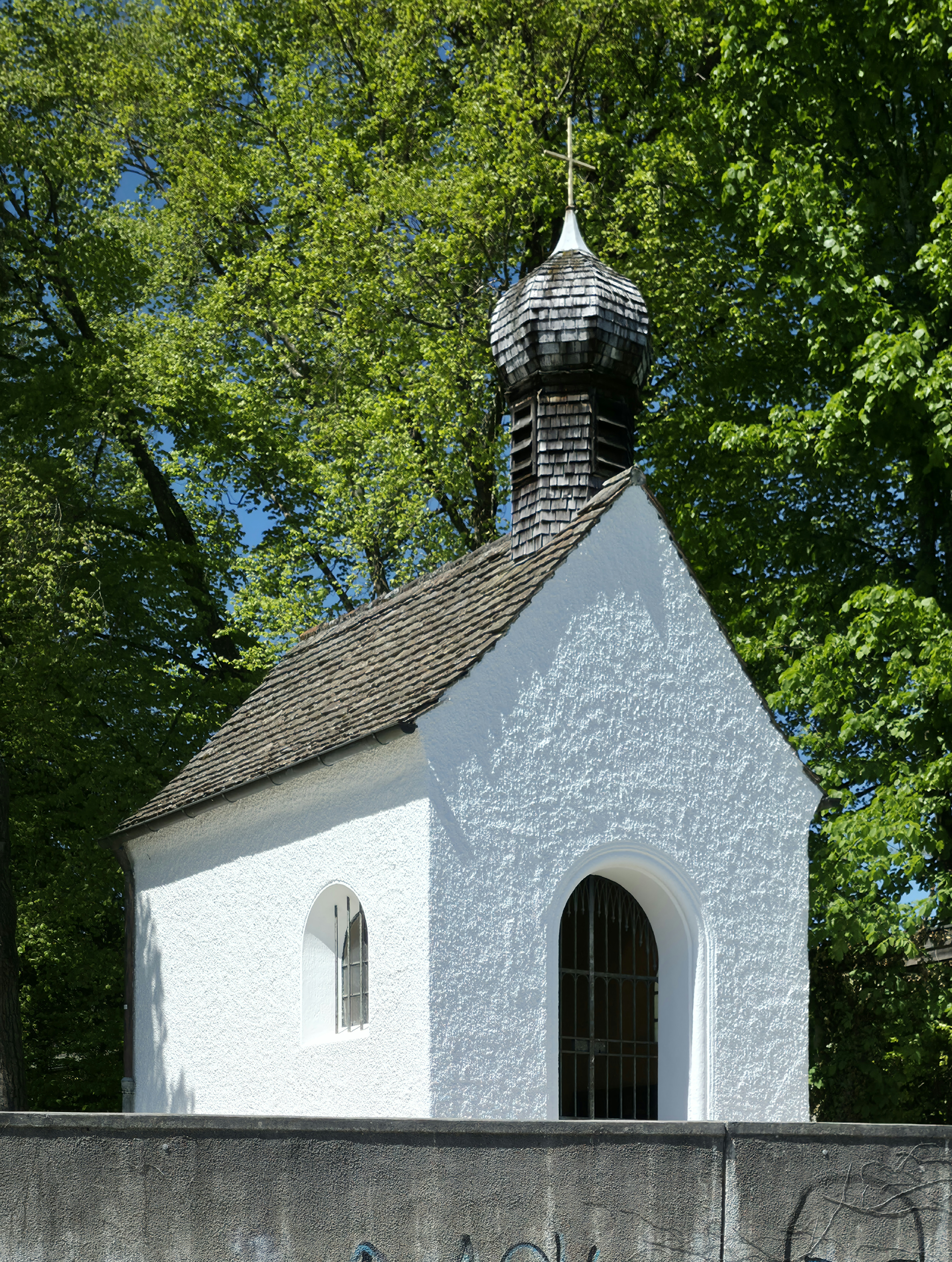
Maffei-Kapelle von Südosten

Die Maffei-Kapelle ist eine Kapelle im oberbayerischen Feldafing und gehört zur Pfarreiengemeinschaft Pöcking im Bistum Augsburg. Das erste Bauwerk aus dem Jahr 1695 wurde 1856 auf Veranlassung von Joseph Anton von Maffei abgerissen und neu gebaut.

## Geschichte

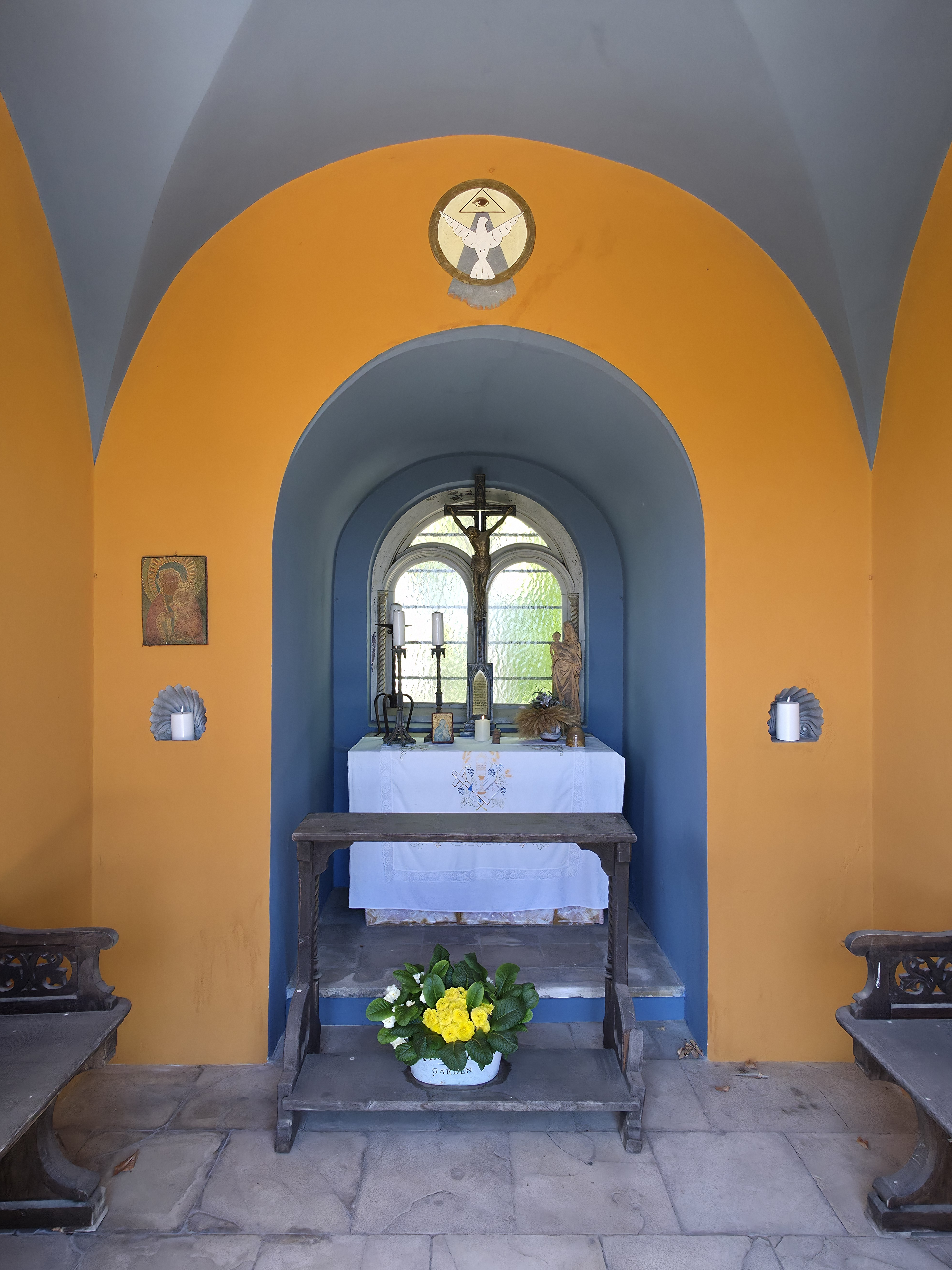
Innenraum

Eine erste Kapelle wurde 1695 von der ortsansässigen Familie Grabenmacher aus Holz errichtet. Im Jahr 1856 erwarb der Unternehmer Joseph Anton von Maffei die verfallene Kapelle und ließ sie abbrechen. Ein Neubau entstand im romanischen Stil als offener Hallenbau mit Kreuzgewölbe. An der Vorderseite Richtung See befand sich ein Fresko des Guten Hirten. Auf dem Walmdach saß ein Spitzturm mit kleiner Glocke auf. Nach Fertigstellung wurde die Kapelle von Pfarrer Enzler geweiht.
Im Jahr 1928 ging die Kapelle in den Besitz der Gemeinde Feldafing über. Nach Entwurf von Engelbert Knittl wurde sie daraufhin ab 1930 im Stil des Neobarock umgebaut. Dafür wurden vor allem die Seitenwände geschlossen und der Spitzturm durch eine Zwiebelhaube ersetzt. Die Ausführung erfolgte durch Johann Baptist Biersack.

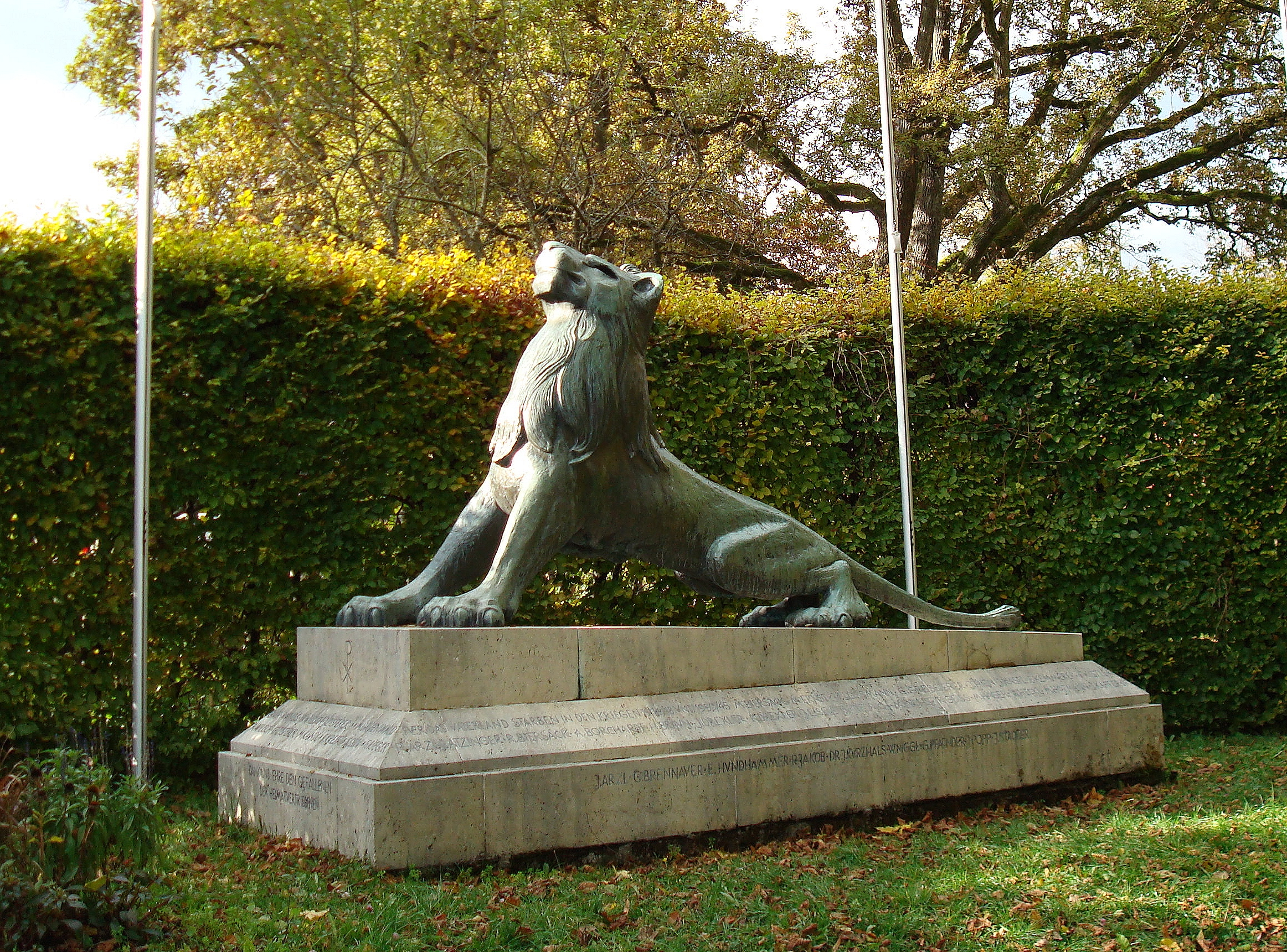
Kriegerdenkmal von Karl Romeis

Im Jahr 1955 wurde westlich der Kapelle ein Kriegerdenkmal des Bildhauers Karl Romeis eingeweiht.